# Kamil Čermák
Kamil Čermák (28. července 1975 – 6. února 2001) byl český cestovatel, horolezec a spisovatel. Ve své knize Jak / Tak chutná cesta popisuje svou pozemní cestu do Indie a Nepálu a trekking v indickém a nepálském Himálaji. Zemřel tragicky při lezení ve Vysokých Tatrách.

## Život
Žil v Mníšku pod Brdy, narodil se jako druhé dítě do česko-slovenské rodiny. Matka Marta Čermáková byla Slovenka, otec Vladimír byl Čech. Kamil byl od dětství všestranně nadaný, aktivně se věnoval atletice, především běhu na střední a dlouhé vzdálenosti a také skoku vysokému. V oblibě měl též cyklistiku.
V letech 1989-1993 studoval na gymnáziu v Dobříši, kde mezi své zájmy nově zařadil horolezectví, ke kterému později přidal i paragliding. Věnoval se například mapování horolezeckých cest v Černolických skalách, účastnil se běžeckých a horských závodů, např. Dolomitenmanna v kategorii paraglidingu. Již na gymnáziu se nadchl pro svobodné cestování autostopem, jeho vzorem byl cestovatel a spisovatel Jiří Svoboda.
Kamil Čermák vystudoval národohospodářskou fakultu VŠE. Na akademické půdě mu bylo bezprostředně po dokončení studií nabízeno pracovní místo, Čermák však dal přednost výškovým pracím, cestování a horolezectví v Tatrách a v Alpách. Jeho největšími životními cestami byly pozemní cesty do Indie a Nepálu a trekking v Himálaji (1998-99), což popsal ve své knize Jak / Tak chutná cesta.
Jeho publikační činnost na počátku zahrnovala reportážní cestopisné články v mníšeckém Zpravodaji, pořádal cestovatelské besedy a výstavy fotografií z cest. Pamětníci hovoří o tom, že dokázal své posluchače zaujmout a pozitivně naladit. Archivováno 12. 4. 2016 na Wayback Machine. V posledních letech svého života se stal silně věřícím křesťanem, mezi křesťanskou mládeží získal mnoho nových přátel a příznivců. Jeho novým působištěm byla Plzeň, kde vykonával civilní službu v diecézním středisku.
Kamil Čermák zemřel ve věku nedožitých 26 let. Stalo se tak po pádu, ke kterému došlo při slaňování Německého žebříku ve stěně Malého Kežmarského štítu ve Vysokých Tatrách. Podle primáře oddělení soudního lékařství Antona Gavela z Popradu nastala smrt v důsledku podchlazení. Po pádu byla jeho nejhorším zraněním zlomená stehenní kost, ale Tatranská horská služba se k oběma horolezcům dostala až po necelých dvanácti hodinách. Spolulezec Martin Louda vyvázl s lehkým až středním podchlazením. Pohřbu Kamila Čermáka dne 15. února 2001 v Mníšku pod Brdy se zúčastnilo okolo 300 lidí.

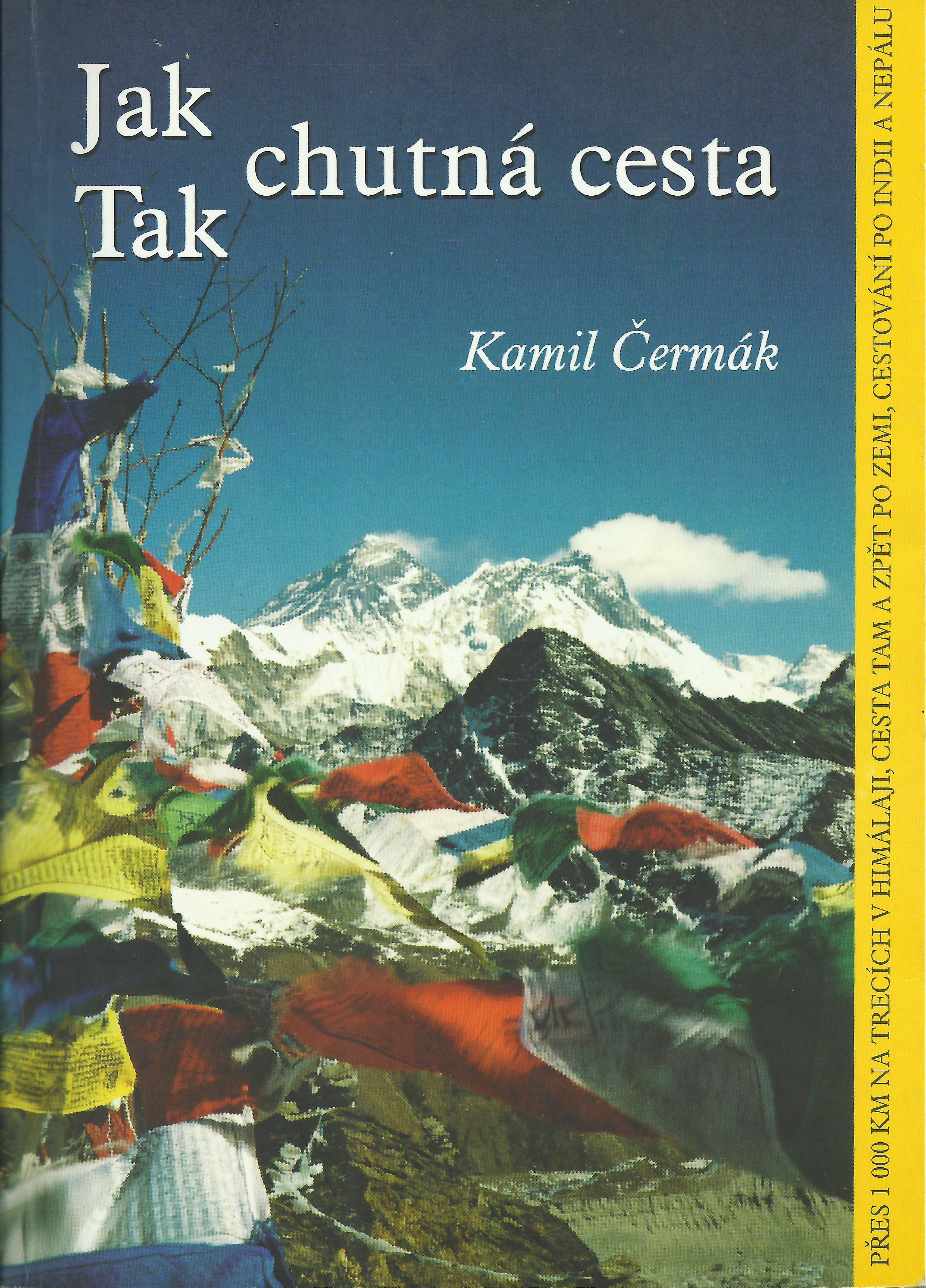
Kniha Jak/Tak chutná cesta

Přátelé mu o rok později umístili pamětní desku v jeho domovských Černolických skalách.

## Jak / Tak chutná cesta
Kniha Jak / Tak chutná cesta popisuje období od listopadu 1998 do července 1999, které Čermák strávil na cestách po Indii a Nepálu. Kniha je kombinací reportáží, deníkových zápisů a cestovního průvodce. Dílo zahrnuje detailní popis jižní trasy pozemní cesty do Indie, stopem přes Slovensko, Maďarsko, Rumunsko, Bulharsko, a autobusy a taxíky přes Turecko, Írán a Pákistán. Kniha je též dobovým svědectvím, v době, kdy tuto cestu autor podnikl, byl ještě Pákistán bezpečnou tranzitní zemí a pozemní cesta z Evropy do Indie tak byla průchodná. Kniha je doplněna o padesát fotografií. První vydání vyšlo v říjnu 2000, druhé vydání vyšlo až po autorově smrti.

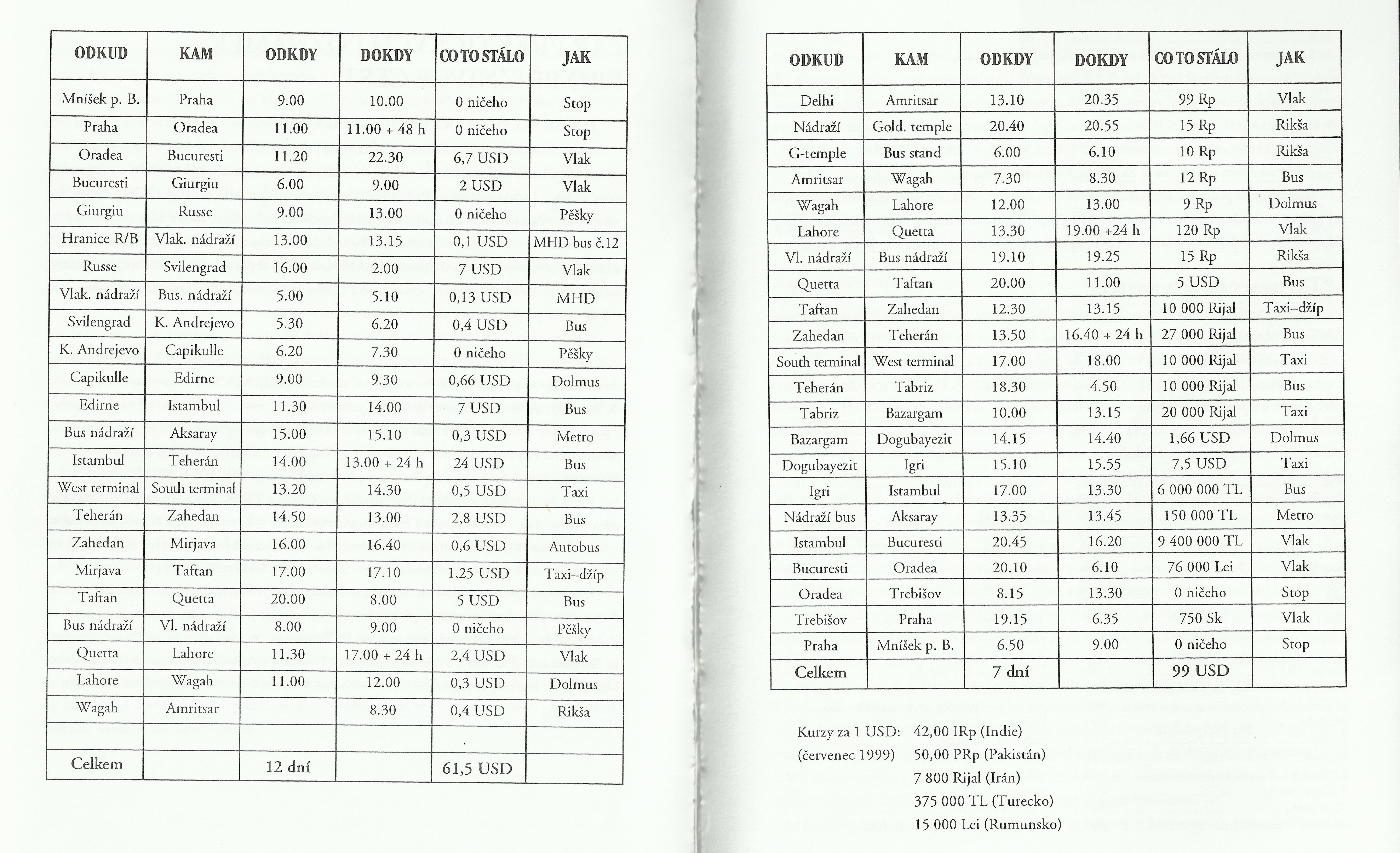
Detailní popis pozemní cesty z Mníšku pod Brdy do Indie a zpět (ukázka z knihy, str.120-121)

Podle vlastních slov Kamila Čermáka: „Při psaní jsem se pokusil skloubit tři pohledy. Za prvé jsem chtěl popsat svůj příběh tak, aby si ho rád přečetl kdokoli, kdo se chce prostě jen pobavit, když třeba jede vlakem. Kniha tak mapuje všechny zajímavé situace, do kterých jsem se dostal, vše, co bylo hodno zaznamenání. Druhý pohled se pokouší informovat čitatele o těchto cizích krajích, uvést fakta, postřehy a dojmy, samozřejmě moje – subjektivní. Nakonec jsem psal i s ohledem na ty, kteří do těchto končin hodlají zavítat a tak shánějí vše, co by se jim mohlo hodin na cestě. Věřím, že tahle knížečka se k tomuto účelu hodí. V podrobně zpracované kapitole pár rad na cestu najde čtenář rady, které pomohou začínajícímu cestovateli šetřit nervy i finance.“

## Galerie

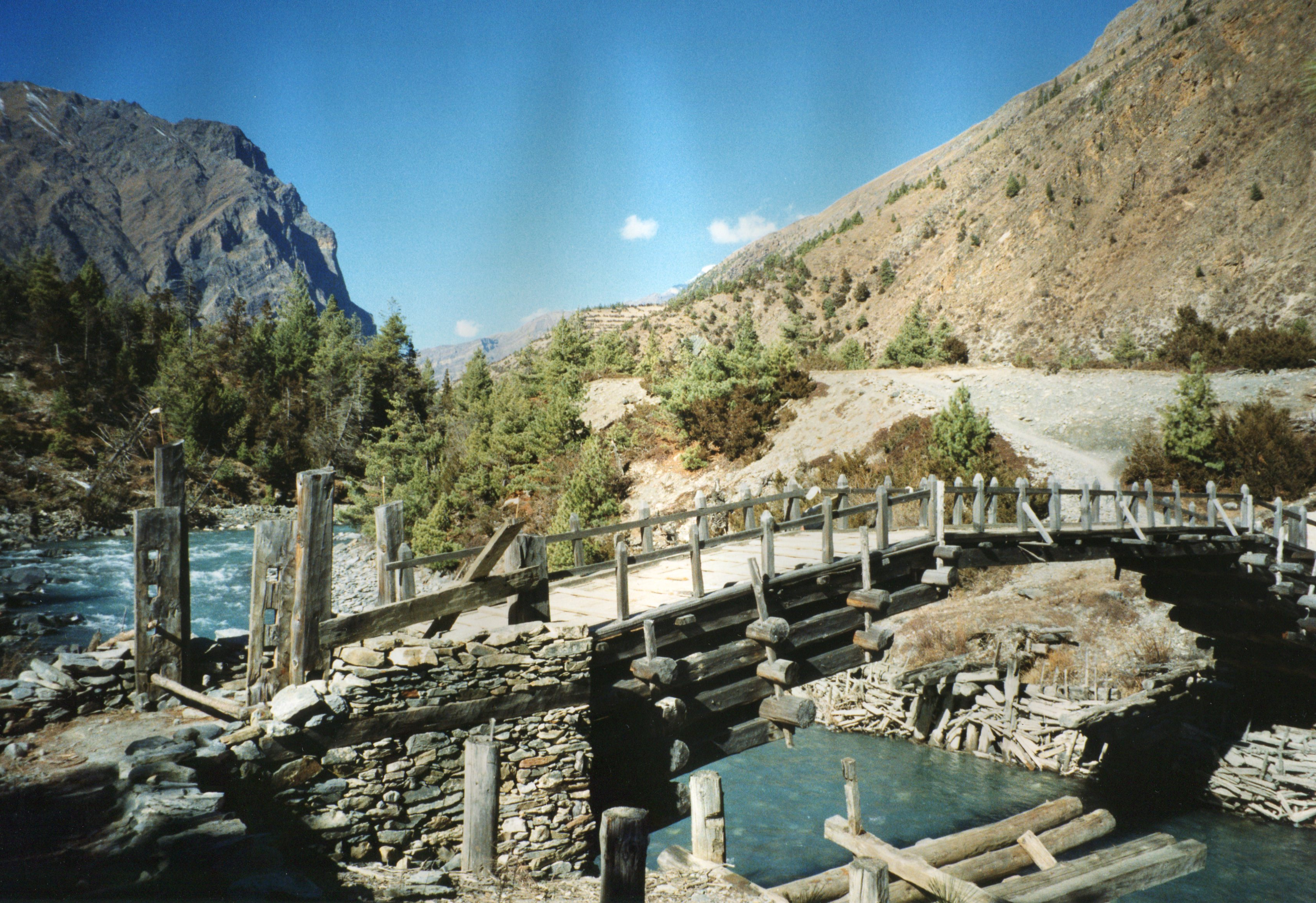
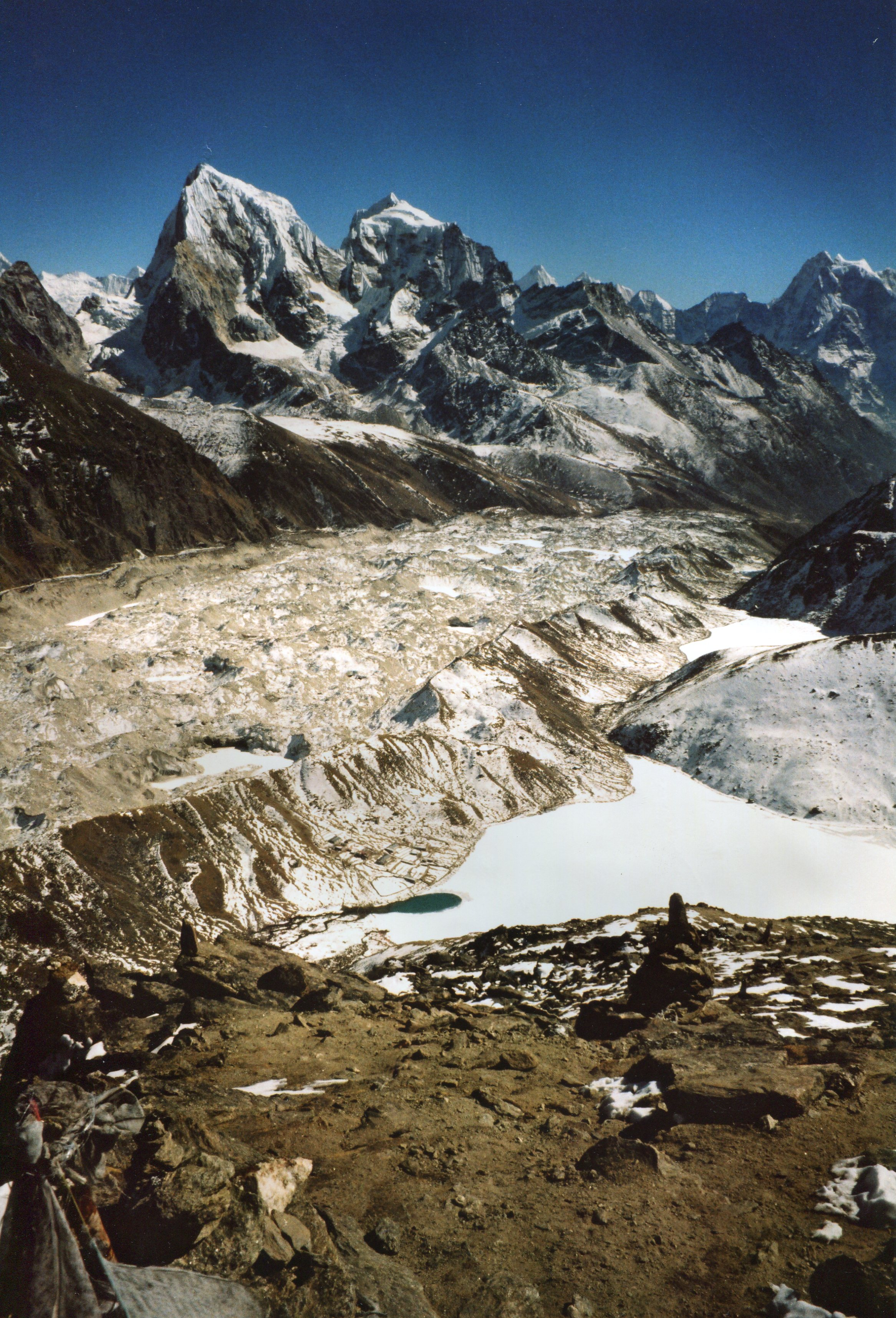
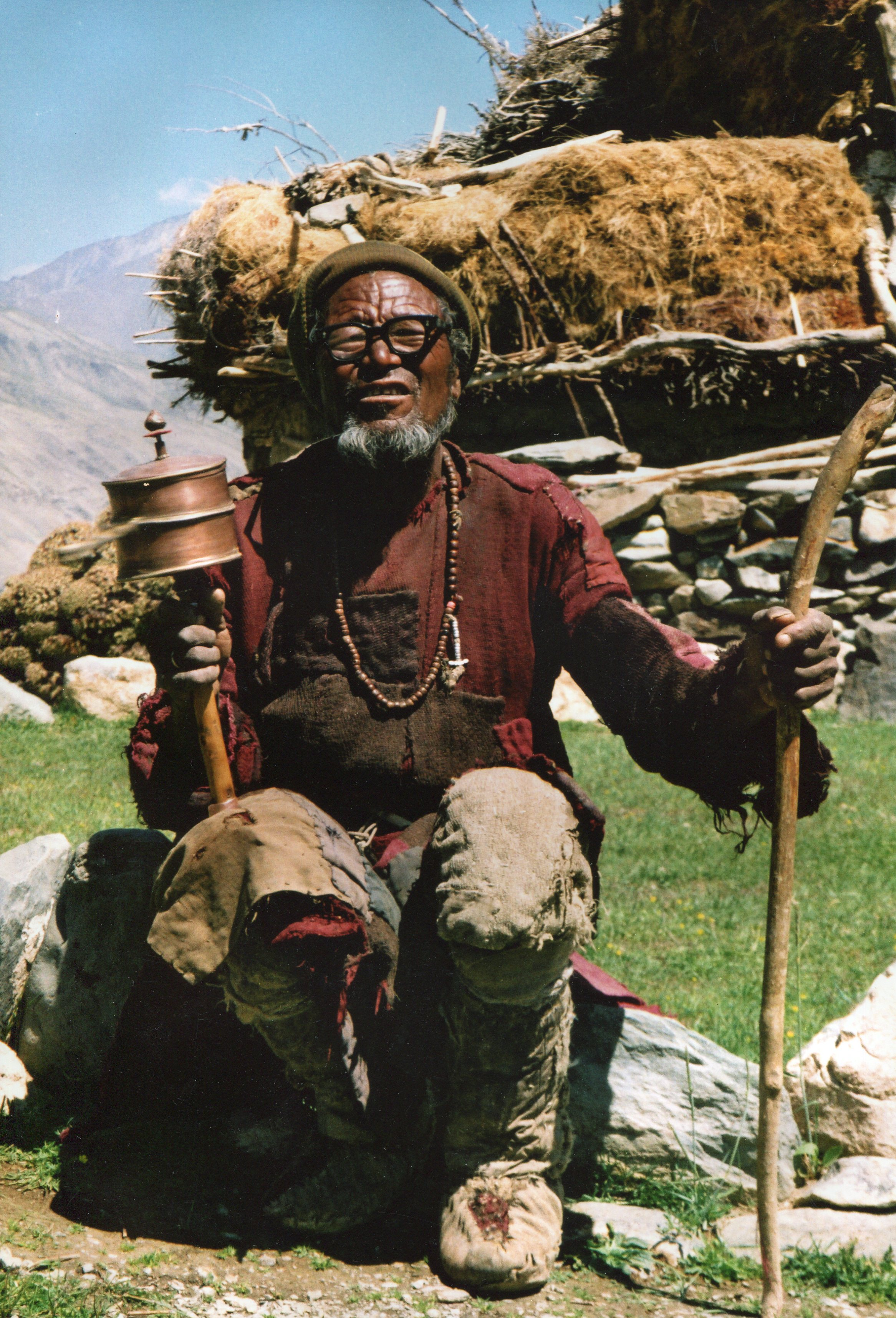
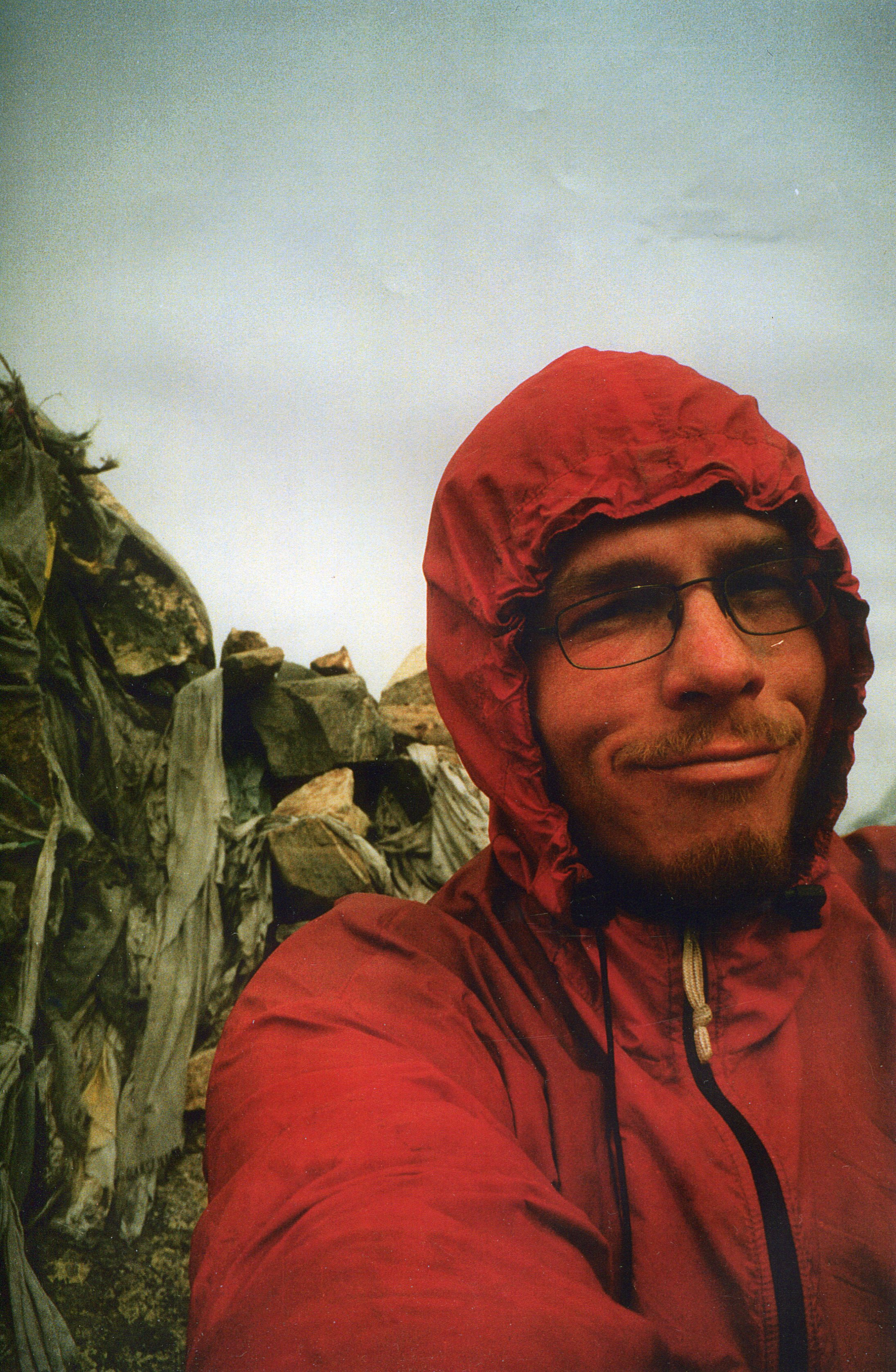
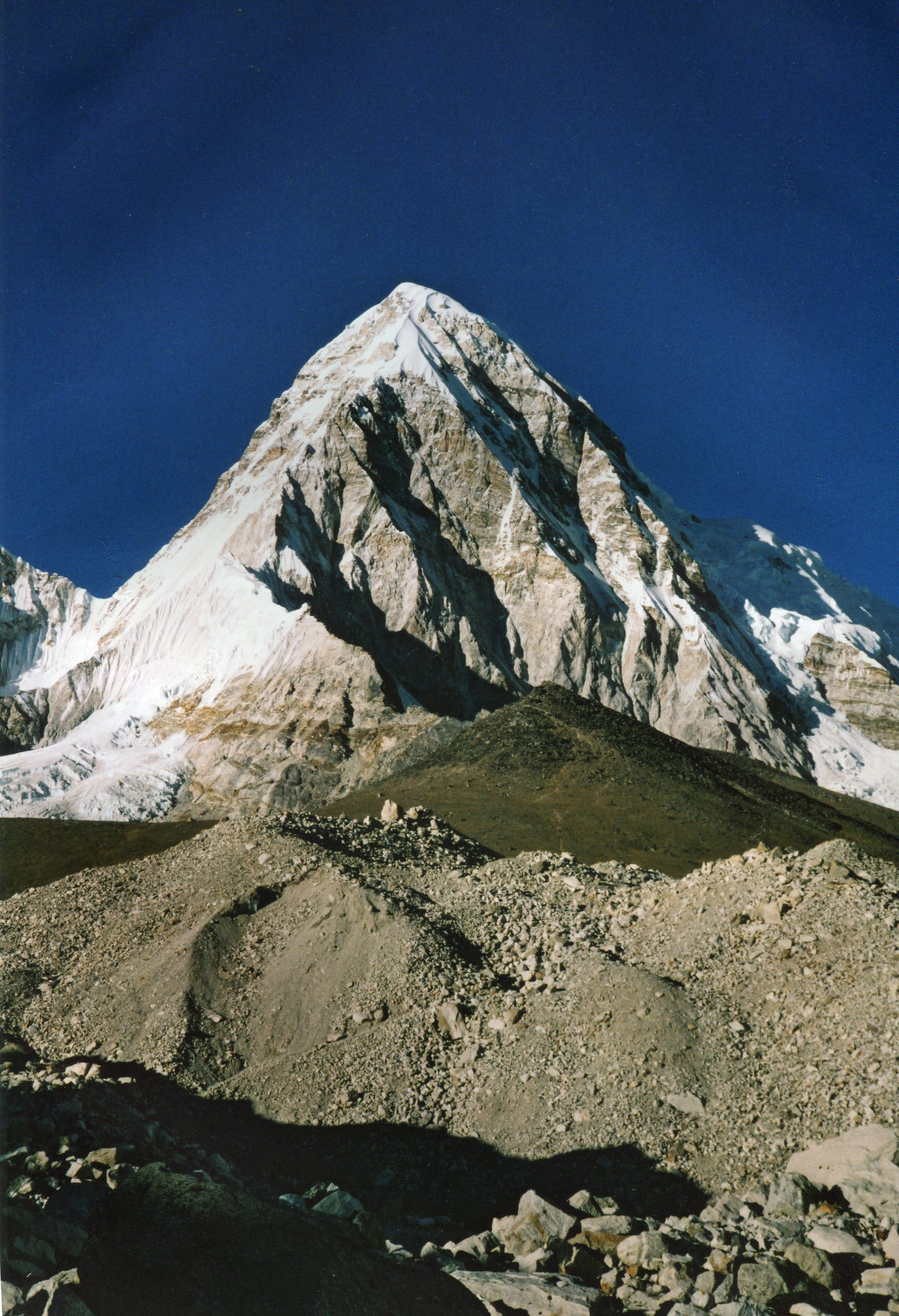
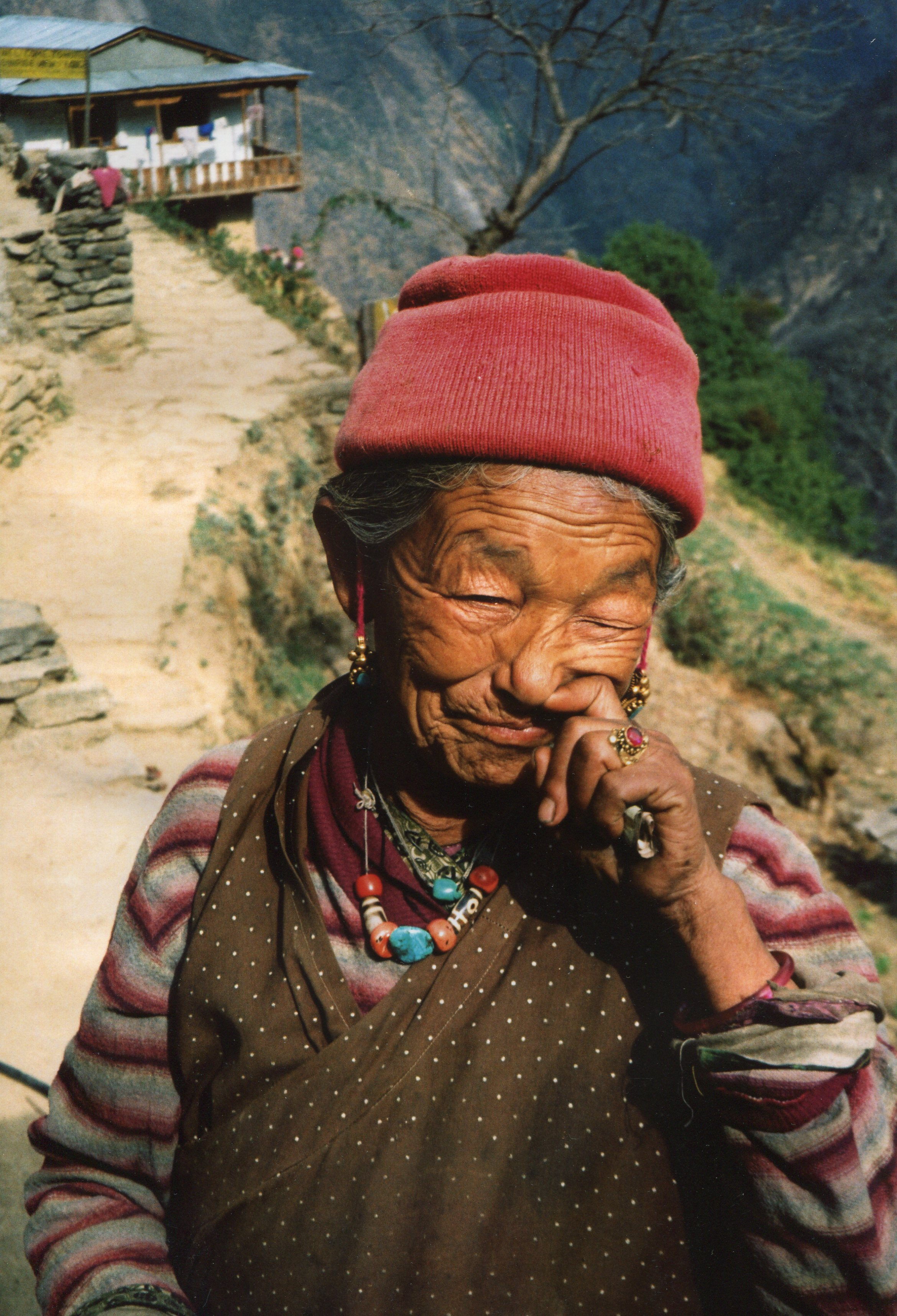
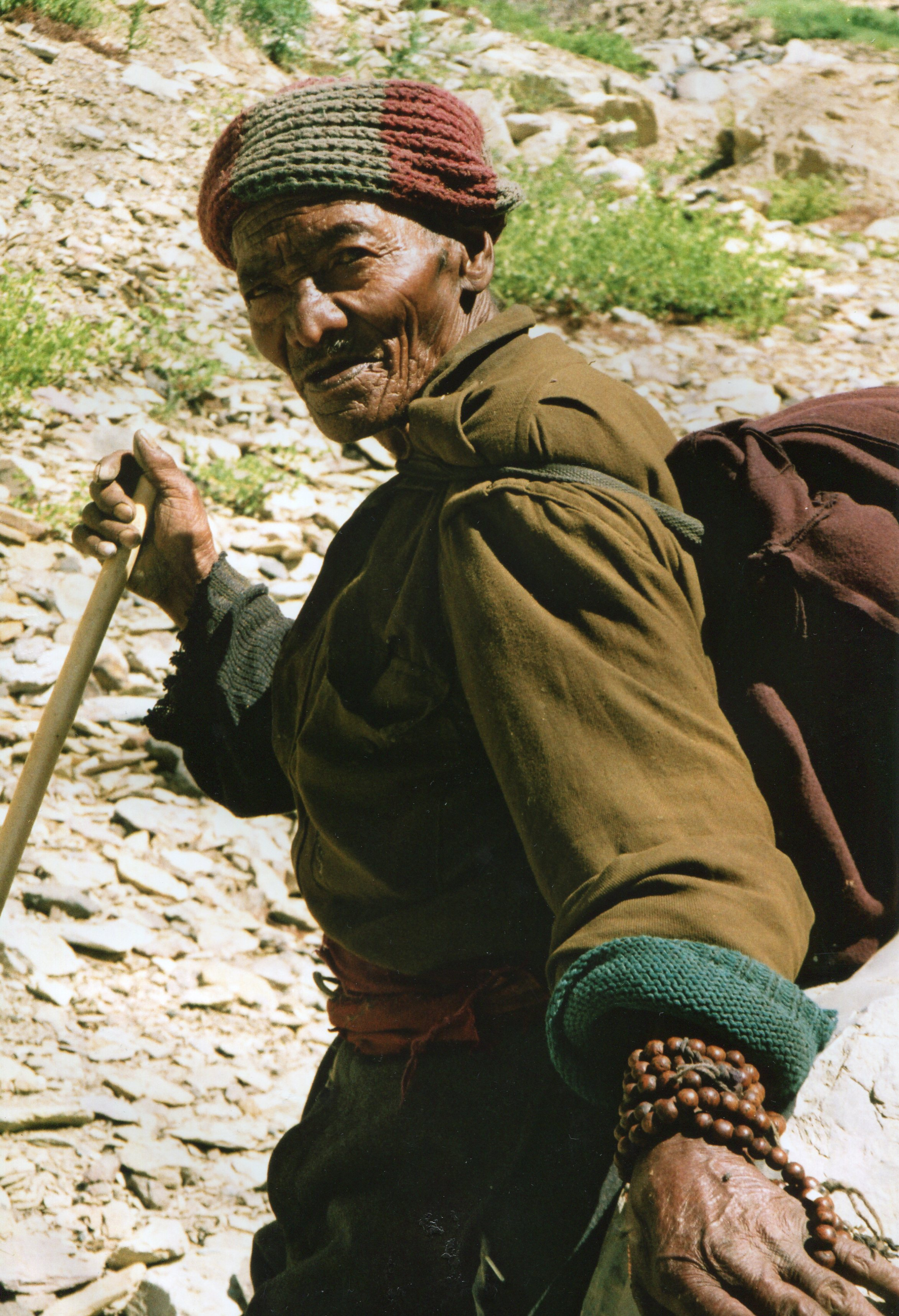
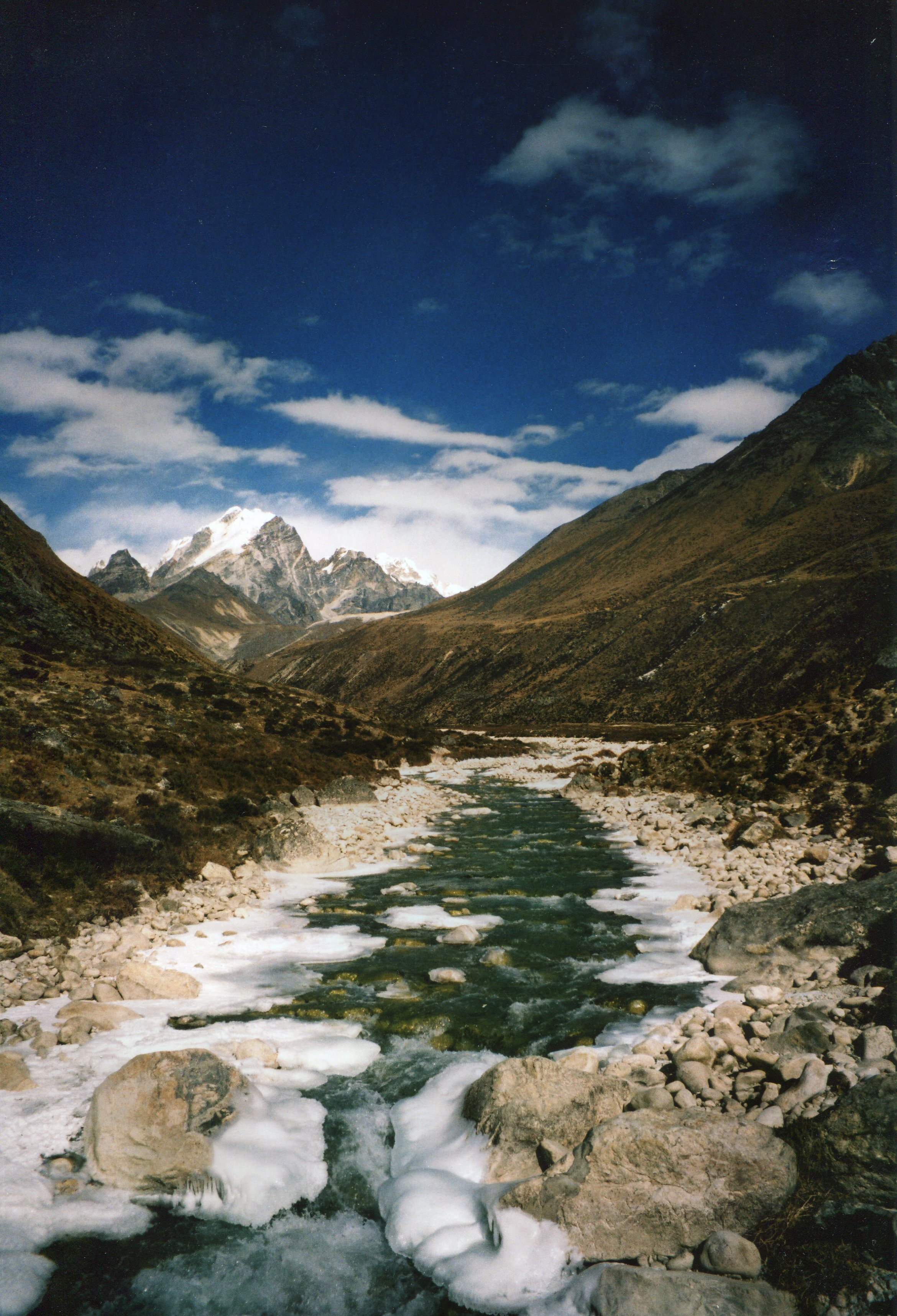
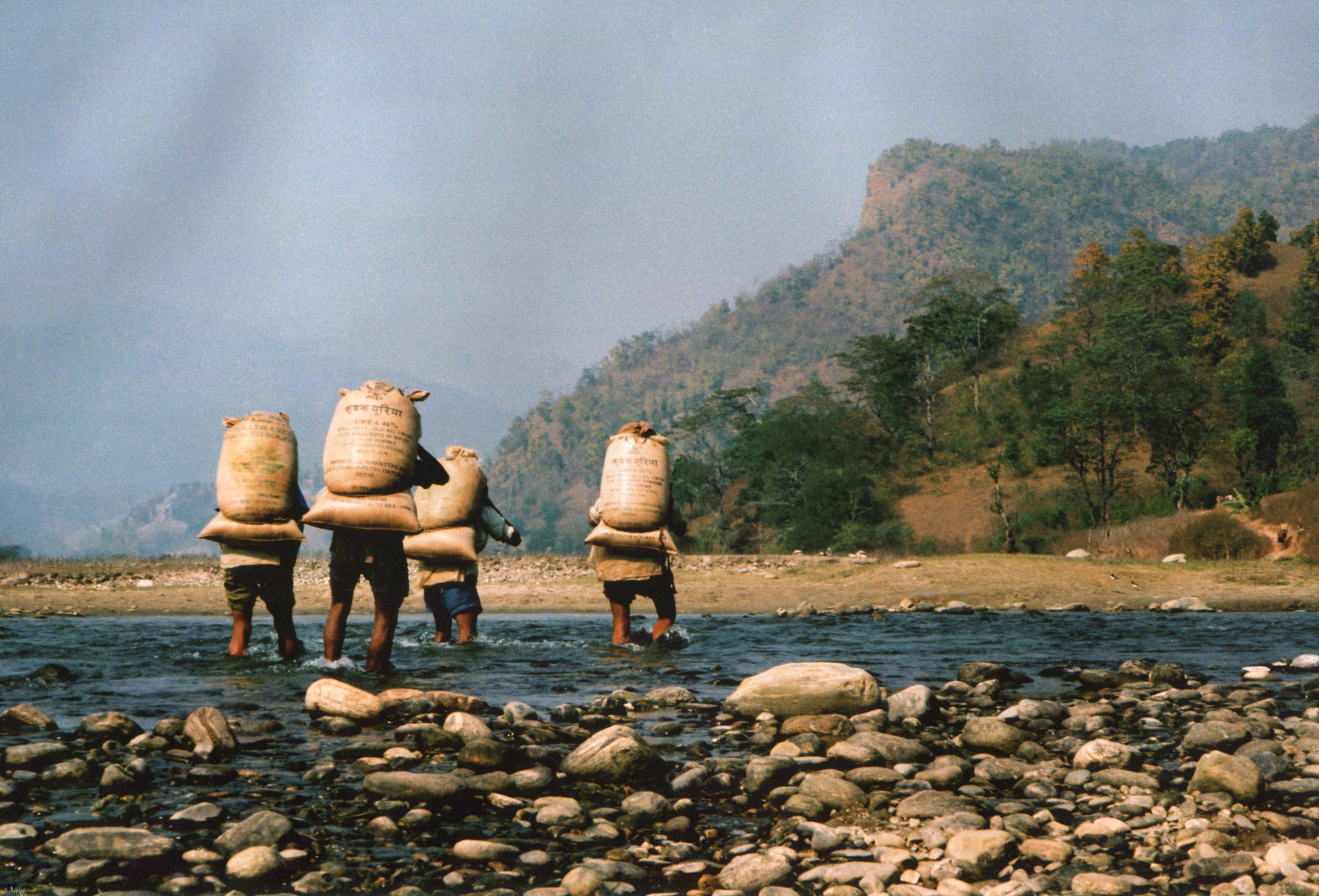
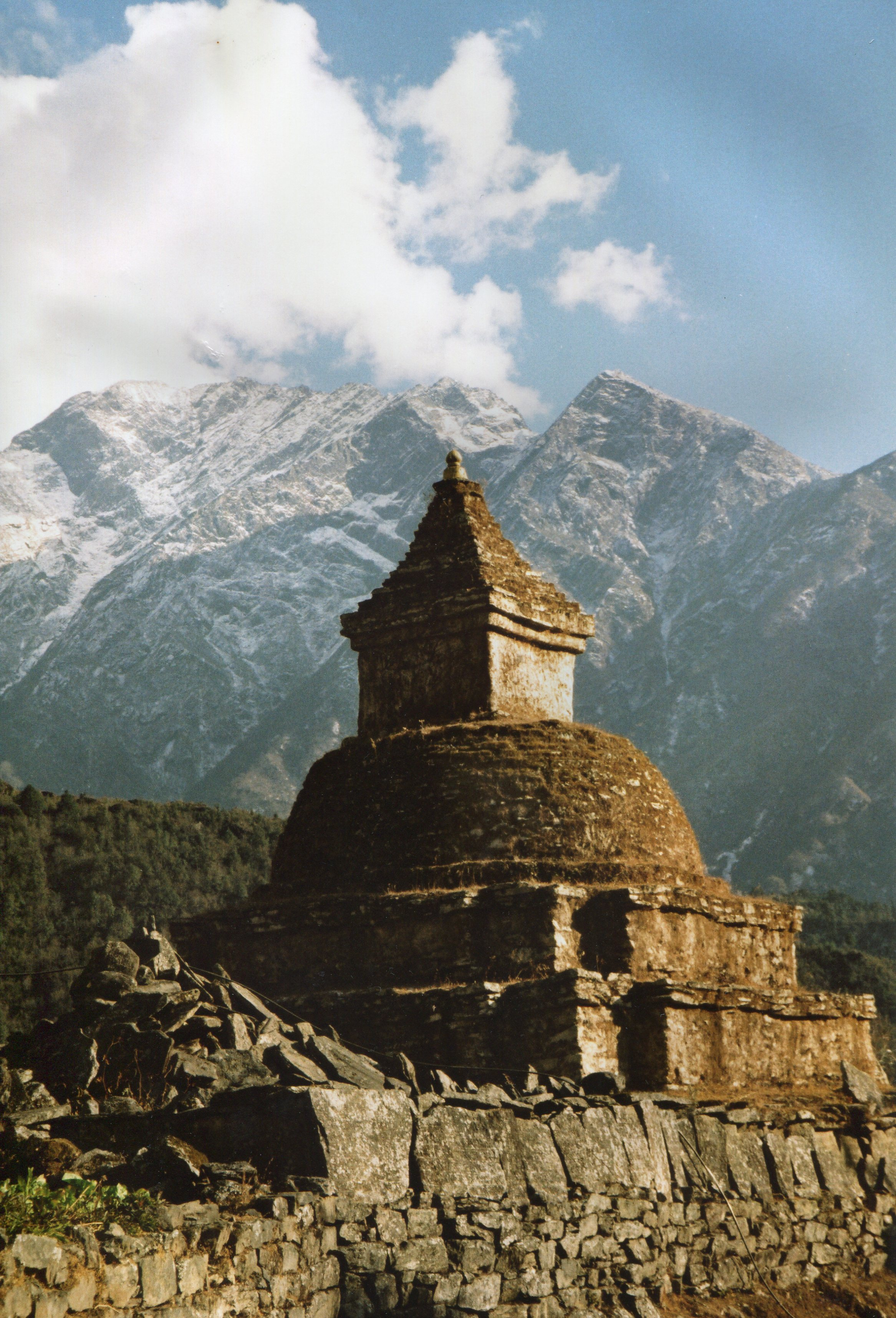
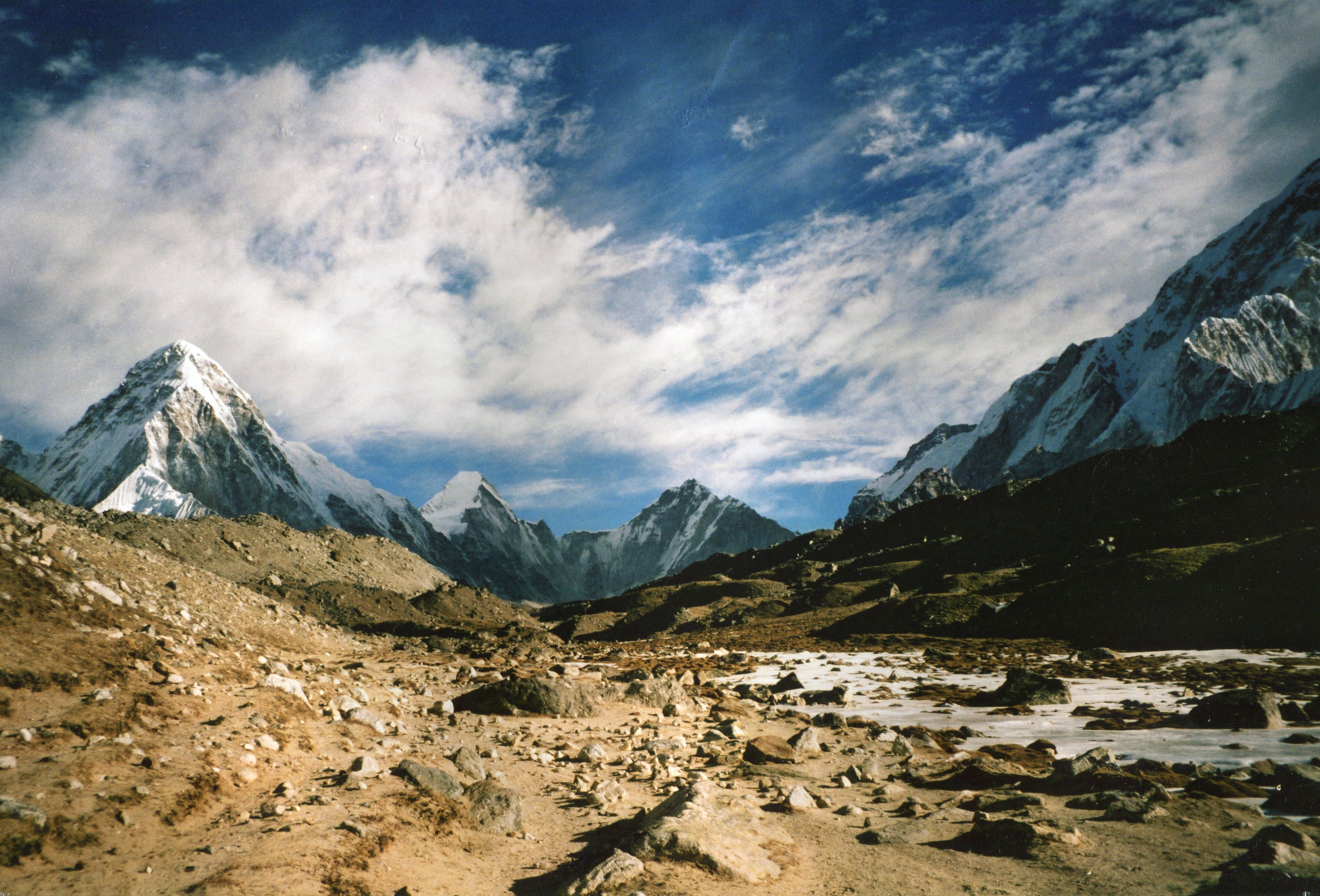
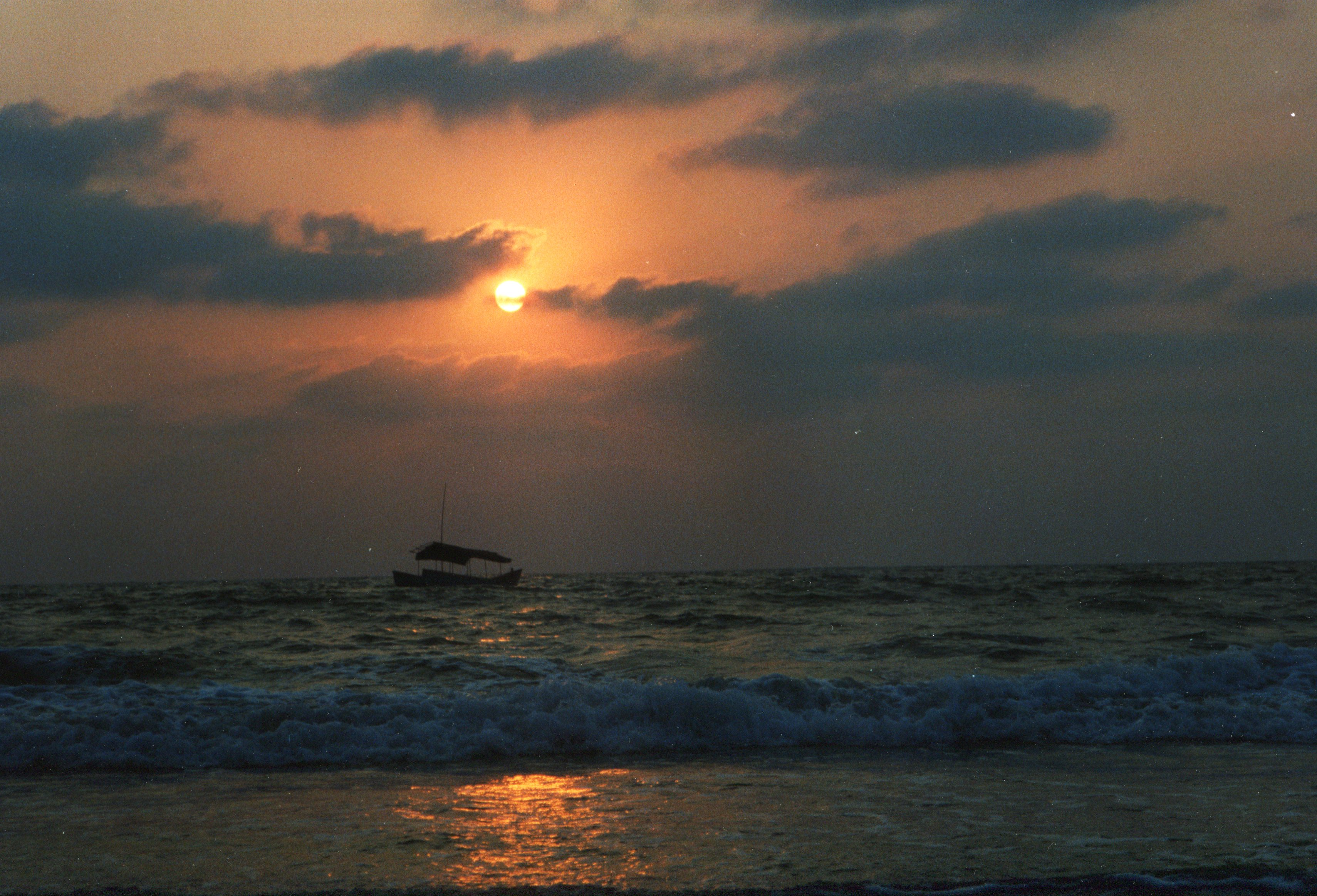